# Sergius Golowin

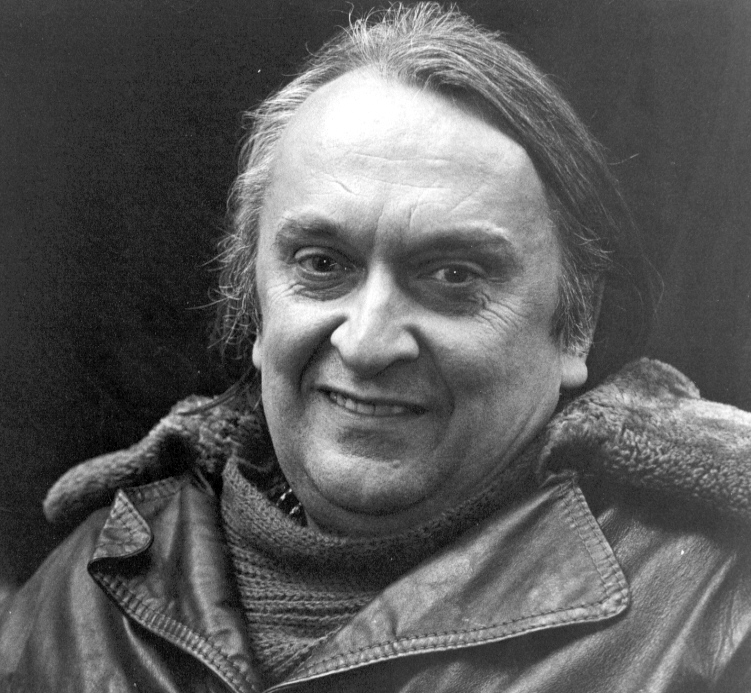
Sergius Golowin

Sergius Golowin (Praga, 31 de janeiro de 1930 – Berna, 17 de julho de 2006) foi um escritor suíço mais conhecido por suas pesquisas sobre mitologia e contos populares.

## Biografia
Golowin trabalhou como arquivista em Berna e foi membro do Grande Conselho de Berna de 1971 a 1981 para a Aliança dos Independentes. Neste cargo, promoveu a cultura popular e juvenil e os movimentos ecologistas da época. Em 1973, Golowin gravou a música eletrônica improvisada Lord Krishna von Goloka, em colaboração com um grupo chamado Kosmische Kuriere e Klaus Schulze. Ajudou a Timothy Leary no seu exílio na Suíça, frequentou o círculo intelectual Junkere 37, e era amigo de Friedrich Dürrenmatt; o cantor Polo Hofer apoiou sua campanha eleitoral. Foi, como muitos outros, vigiado secretamente pelo Estado suíço (que estabeleceu documentações secretas sobre a vida pública e privada de cidadãos com o propósito de detectar inimigos potenciais do Estado durante a Guerra fria), e foi chamado, neste contexto, de «não-conformista mais famoso de Berna».
Escreveu inúmeras obras sobre esoterismo e folclore e recebeu, em 1974, o Prêmio da Fundação Schiller Suíça em reconhecimento de seus trabalhos sobre pessoas marginalizadas.